# Jan (Piotrowicz) z Oświęcimia
 Jan (Piotrowicz) z Oświęcimia (? – ok. 1496), filozof, prawnik, profesor
Akademii Krakowskiej. 
Pochodził z Oświęcimia. Był synem Piotra. W dawniejszej literaturze mylony z dwoma innymi Janami z Oświęcimia, ówczesnymi profesorami krakowskimi: Janem (Beberem) z Oświęcimia (ok. 1420 – 1482) i Janem (Sacranusem) z Oświęcimia (1443 – 1527). Do grona studentów Uniwersytetu Krakowskiego wpisał się w semestrze zimowym 1443/44, bakałarzem sztuk wyzwolonych został w ciągu 1446, a magistrem dopiero po Bożym Narodzeniu 1456. W latach następnych prowadził wykłady na Wydziale Sztuk Wyzwolonych Uniwersytetu Krakowskiego oraz podjął studia prawnicze. Doktorem dekretów został między 3 września 1462 a 11 maja 1467, następnie zaś był profesorem Wydziału Prawa Uniwersytetu Krakowskiego; w semestrze zimowym 1477/1478 pełnił obowiązki dziekana tegoż Wydziału.
Przed 1457 zapewne dla uzyskania beneficjów kościelnych przynoszących spore środki finansowe, przyjął niższe święcenia duchowne (podobnie zresztą postąpili np. Jan Kochanowski oraz Łukasz Górnicki) i na tej podstawie w roku 1457 otrzymał altarię św. Aleksego w kościele Panny Marii w Krakowie. W latach pięćdziesiątych był także proboszczem olkuskim i prebendarzem na zamku oświęcimskim, a także altarystą św. Piotra i Pawła w kościele Wszystkich Świętych w Krakowie. 27 września 1469 zamienił z Janem ze Słupczy tę altarię na probostwo kościoła Św. Mikołaja poza murami Krakowa, beneficjum przynoszące mu najwięcej korzyści. Na probostwie tym pozostał do końca życia.
Przez długi czas, bo aż do połowy XX w. przypisywano Piotrowiczowi posiadanie bogatego księgozbioru. Najnowsze badania wykazały jednak, że większość przypisywanego mu zbioru należała do Jana Bebera z Oświęcimia, Piotrowicz był natomiast właścicielem biblioteki, na którą składały się niemal głównie kodeksy rękopiśmienne. Były to dzieła filozoficzne, prawnicze, teologiczne, słowniki oraz Geometria Euklidesa. Ten ostatni traktat, prawdopodobnie przepisany przez Jana Bebera, jest przypisywany hipotetycznie Piotrowiczowi. W 1469 Piotrowicz odsprzedał dwa kodeksy nieznanemu bliżej nabywcy Kryspinowi podobnie zresztą jak kodeks z komentarzami Benedykta Hessego z Krakowa do dzieł Arystotelesa. Część biblioteki Piotrowicza licząca 27 pozycji, prawie wyłącznie o treści prawniczej i teologicznej, w tym jeden pierwodruk, przeszły w 1505 na własność krakowskiego złotnika Jana Zimmermanna (Czymermanna). 
Jan Piotrowicz zmarł prawdopodobnie w r. 1496 przed 11 września, gdyż w tym dniu proboszczem kościoła Św. Mikołaja poza murami Krakowa był już Jan Sacranus z Oświęcimia